# Témpera (álbum)
Témpera es el segundo álbum oficial del cantautor chileno Manuel García como solista, luego de haber dejado unos años su banda Mecánica Popular. Fue lanzado en 2008 bajo el sello discográfico Alerce.

## Lista de canciones
| N.º   | Título               | Duración |  |
| 1.    | «Nadie + que el sol» |          |  |
| 2.    | «Barcos de cristal»  |          |  |
| 3.    | «Ninguna calle»      |          |  |
| 4.    | «La Gran Capital»    |          |  |
| 5.    | «Tarde»              |          |  |
| 6.    | «Canción y plegaria» |          |  |
| 7.    | «Es bello es bueno»  |          |  |
| 8.    | «Pañuelí»            |          |  |
| 9.    | «Los colores»        |          |  |
| 10.   | «Témpera»            |          |  |
| 11.   | «Perderse»           |          |  |
| 12.   | «Piedras»            |          |  |
| 13.   | «Cangrejo azul»      |          |  |
| 42:33 |                      |          |  |